# Luis Morgillo
Luis Alfonso Morgillo Marrero (Caracas, 15 giugno 1993) è un calciatore venezuelano, difensore dei Florida Soccer Soldiers.

## Carriera

### Club
Ha giocato nella massima serie venezuelana.